# استاروآکتاشوو
استاروآکتاشوو (انگلیسی: Staroaktashevo) یک شهرک در شهرستان کارماسکالینسکی استان باشقیرستان کشور روسیه است.